# Alexandre Fadeïev (écrivain)
Pour les articles homonymes, voir Alexandre Fadeïev et Fadeïev.
Œuvres principales
La Jeune Garde
Alexandre Aleksandrovitch Fadeïev (en russe : Алекса́ндр Алекса́ндрович Фаде́ев, né à Kimry le 11 décembre 1901 (24 décembre dans le calendrier grégorien) et mort à Moscou le 13 mai 1956, est un écrivain soviétique, l'un des fondateurs de l'Union des écrivains soviétiques dont il fut le président de 1938 à 1944 et de 1946 à 1954.

## Biographie
Né en 1901 à Kimry, Alexandre Fadeïev est le deuxième d'une famille de trois enfants. Il a une sœur aînée, Tatiana, et un frère, Vladimir, né en 1905. Les parents divorcent peu après.
La mère se remarie en 1907 et la famille déménage chez des parents en Extrême-Orient. Bon élève, Alexandre Fadeïev entre à la prestigieuse école commerciale de Vladivostok. Résidant chez une tante qui possède une importante bibliothèque, il lit beaucoup, apprécie des écrivains comme Jack London ou Fenimore Cooper. Il écrit des poèmes et des nouvelles qu'il publie dans le journal de l'école. Il obtient un diplôme après ses quatre années d'études.
La famille fréquente des révolutionnaires dont Fadeïev subit l'influence. Après la révolution d'Octobre, la ville de Vladivostok est occupée en août 1918 par les troupes tchécoslovaques, américaines et japonaises. Fadeïev rejoint les rangs du Parti bolchévique en 1918 et apporte son aide (don de nourriture et de vêtements) aux personnes arrêtées.
En 1919, il est envoyé dans un détachement de partisans pour combattre les Armées blanches et les interventionnistes et est blessé au cours des opérations. Il est bientôt nommé commissaire du régiment de l'Amour.
Il est délégué du 10e congrès du parti communiste qui se déroule du 8 au 16 mars 1921 à Moscou, quand a lieu la révolte de Kronstadt. Envoyé combattre ce soulèvement, il est blessé pour la seconde fois. Démobilisé, il retourne à Moscou et s'inscrit à l'Académie  des mines. Parallèlement, il prend des responsabilités au sein du parti. Il s'intéresse aux discussions engagées par Lounatcharski ou Maïakovski sur la nouvelle poésie, va au théâtre et lit des revues littéraires, notamment Krasnaïa nov.
En mission dans le sud, à Krasnodar en 1924, il commence à écrire le roman La Défaite qui retrace le sort tragique d'un détachement de partisans encerclés et écrasés par les Japonais et les cosaques blancs lors de la guerre civile russe en Extrême-Orient. Ce travail l'accappare au point qu'il abandonne ses activités politiques. Il s'installe en 1925 à Rostov-sur-le-Don et rédige des articles pour un journal local. Terminé en 1926, le roman est publié en feuilleton dans la revue littéraire Oktyabr. Il est salué par la critique et traduit en de nombreuses langues étrangères.
En 1927, il commence Le dernier des Oudégués, un roman dont l'histoire se déroule pendant la guerre civile et qui met l'accent sur l'avenir : les héros, ouvriers et paysans, parlent d'un monde nouveau et juste et du communisme.
En 1931, il devient rédacteur en chef du mensuel Krasnaïa nov, fonction qu'il conserve jusqu'à la fin de la parution du titre en 1942.
L'Association russe des écrivains prolétariens, créée en 1925 et dont il était secrétaire, est dissoute en 1932 et remplacée par l' Union des écrivains soviétiques. Fadeïev approuve ce changement.
Il occupe le poste de président de l'Union des écrivains soviétiques en 1938-1944.
En 1945, il publie La Jeune Garde, livre sur l'héroïsme d'adolescents membres d'une organisation clandestine. C'est un hymne à la patrie et à l'homme soviétique, qui obtient le prix Staline.
En septembre 1946, à la suite du scandale provoqué par la publication des œuvres de Mikhaïl Zochtchenko et Anna Akhmatova dans les revues Zvezda et Leningrad, le président de l'Union des écrivains soviétiques Nikolaï Tikhonov est démis de ses fonctions et Alexandre Fadeïev se voit nommé à sa place.
Lors du Congrès mondial des intellectuels pour la paix de Wroclaw, en 1948, il qualifie Jean-Paul Sartre, absent de la cérémonie, de « chacal muni d'un stylo » et de « hyène dactylographe », injures qui provoquent la stupeur des délégués français, le dégoût de Paul Éluard et la fureur de Pablo Picasso,.
Il prend part à plusieurs attaques publiques contre Boris Pasternak qu'il admire pourtant. Celui-ci remarque à son propos : « Fadeïev me traite bien en personne, mais si on lui ordonne de m'écarteler, il le fera consciencieusement et le rapportera gaiement, bien que plus tard, quand il sera de nouveau saoul, il dira qu’il est vraiment désolé pour moi et que j’étais quelqu'un de très bien. »
Une nouvelle version du roman La Jeune Garde est publiée en 1951, où le rôle joué par le parti communiste se trouve renforcé, selon les critères de la doctrine littéraire soviétique.
Proche de Staline, il est récompensé de l'ordre de Lénine en 1949. Actif jdanovien, il est fondateur et président de l'Union des écrivains soviétiques, de 1946 à 1954. Par ailleurs, il assure un rôle important au Conseil mondial de la paix, où il devient la courroie de transmission de Staline.
Député du 2e-4e Soviet suprême de l'Union soviétique - du 10 février 1946 jusqu'à sa mort.

Pendant les dernières années de sa vie, Fadeïev devient alcoolique. Il se suicide d'un coup de révolver dans sa maison de campagne de Peredelkino et est inhumé au cimetière de Novodevitchi. La lettre d'adieu de Fadeïev, adressée au Comité central du PCUS, saisie par le KGB n'est publiée qu'en 1990. Il y est écrit : 
« Je ne vois pas la possibilité de continuer à vivre, puisque l'œuvre, à laquelle j'ai consacré ma vie, est anéantie par l'ignorance et l'arrogance du parti et maintenant ne peut plus être corrigée. […] Ma vie d'écrivain perd son sens, et moi, avec une grande joie, je me débarrasse de cette abominable existence, où vous tombent dessus bassesses, mensonges et calomnies. Mon dernier espoir consistait à me faire entendre par les hommes qui gouvernent notre État, mais au cours des trois dernières années, malgré mes demandes, il n'y a eu personne pour me recevoir. […] Je demande à être enterré à côté de ma mère. »
— Lettre d'adieu de Fadeev au Comité Central du PCUS. Le 13 mai 1956 (Izvestia du Comité central du PCUS - 1990. - no 10. - p. 147–151).

## Famille
Le père, Alexandre Ivanovitch Fadeïev (1862-1916), est membre de Narodnaïa Volia, une organisation anarchiste terroriste russe, puis mène des activités révolutionnaires. La mère, Antonina Vladimirovna Kuntz (1873-1954), après le divorce d'avec Fadeïev en 1905, se remarie avec Gleb Illich Svitych qui élève ses enfants.
Alexandre Fadeïev se marie une première fois avec l'écrivaine Valeria Guerassimova au début des années 1920 et divorce en 1932. Il se remarie avec l'actrice Angelina Stepanova. Il adopte l'enfant de sa femme. Le couple a un fils, Mikhaïl.
Avec Margarita Aliguer il a en 1943 une fille qui se suicidera le 6 octobre 1991 en Grande-Bretagne.

## Publications
Versions françaises :
- La Défaite, roman, trad. Maurice Parijanine, Paris, Editions sociales internationales, 1929, 340 p.
- La Jeune Garde, roman, trad. L. Borie, Editions Hier et aujourd'hui, 1948, 482 p.
- Le dernier des Oudégués, roman, trad. Jean Champenois, Moscou Éditions du progrès 1959 ; Tome premier, trad. Jean Champenois, prés. Victor Tchistiakov, Moscou  Ed. du Progrès , 1977. Tome second, trad. Jean Champenois, prés. Victor Tchistiakov,  Moscou, Ed. du Progrès, 1977

## Liens
- Ressources relatives à l'audiovisuel :   - Filmportal
  - IMDb
- Notices dans des dictionnaires ou encyclopédies généralistes :   - Britannica
  - Brockhaus
  - Den Store Danske Encyklopædi
  - Deutsche Biographie
  - Gran Enciclopèdia Catalana
  - Hrvatska Enciklopedija
  - Internetowa encyklopedia PWN
  - Nationalencyklopedin
  - Munzinger
  - Store norske leksikon
  - Treccani
  - Universalis
- Notices d'autorité :   - VIAF
  - ISNI
  - BnF (données)
  - IdRef
  - LCCN
  - GND
  - Japon
  - CiNii
  - Espagne
  - Belgique
  - Pays-Bas
  - Pologne
  - Israël
  - NUKAT
  - Catalogne
  - Suède
  - Australie
  - Norvège
  - WorldCat
- (en) Note laissée par Fadeev lors de son suicide et rapport du KGB, sur sovlit.net